# La spada incantata di Sakura
La spada incantata di Sakura (桜姫華伝?, Sakura Hime Kaden) è un manga shōjo scritto e disegnato da Arina Tanemura, pubblicato sulla rivista Ribon di Shūeisha dal 1° dicembre 2008 al 3 dicembre 2012. In Italia la serie è edita da Panini Comics sotto l'etichetta Planet Manga, ed è stato pubblicato dal 27 giugno 2010 al 10 agosto 2013.

## Trama
Qual è il significato della vita? Qual è il significato dell'amore? Sakura, promessa sposa a un principe, si rende conto che non può scegliere il corso del suo destino, dal momento che è già tutto prestabilito. Un demone, però, sconvolgerà la sua esistenza. Una storia d'amore e guerra ambientata nell'epoca Heian, dal 794 al 1185 d.C. 
Dopo aver perduto i genitori e il fratello in circostanze misteriose, Sakura dovrà sposarsi con il principe Oura (suo promesso sposo fin dall'infanzia). Inizialmente la ragazza odia il principe (dato che non riceveva mai una sua visita) ma, successivamente, si innamorerà di lui. 
In seguito scoprirà di essere la nipote di Kaguya, principessa dalla grande bellezza proveniente dalla Luna e arrivata sulla Terra per scontare una pena. Sakura riceve così in dono la spada della nonna, con la quale riuscirà a sconfiggere demoni e orchi che invadono il regno. Sakura è sempre affiancata dalla sua piccola mononoke (creatura giapponese) e nel racconto conoscerà molte altre persone e creature che, a volte, la aiuteranno e altre no.

## Volumi
| Nº | Data di prima pubblicazione | Data di prima pubblicazione | Data di prima pubblicazione |
| Nº | Giapponese                  | Giapponese                  | Italiano                    |
| -- | --------------------------- | --------------------------- | --------------------------- |
| 1  | 13 marzo 2009               | ISBN 978-4-08-856873-7      | 27 giugno 2010              |
| 2  | 15 luglio 2009              | ISBN 978-4-08-856898-0      | 31 luglio 2010              |
| 3  | 13 novembre 2009            | ISBN 978-4-08-867021-8      | 28 novembre 2010            |
| 4  | 15 aprile 2010              | ISBN 978-4-08-867047-8      | 30 gennaio 2011             |
| 5  | 15 luglio 2010              | ISBN 978-4-08-867063-8      | 27 marzo 2011               |
| 6  | 12 agosto 2010              | ISBN 978-4-08-867070-6      | 21 maggio 2011              |
| 7  | 15 dicembre 2010            | ISBN 978-4-08-867089-8      | 24 luglio 2011              |
| 8  | 15 aprile 2011              | ISBN 978-4-08-867116-1      | 24 settembre 2011           |
| 9  | 13 gennaio 2012             | ISBN 978-4-08-867169-7      | 16 giugno 2012              |
| 10 | 15 febbraio 2012            | ISBN 978-4-08-867174-1      | 11 agosto 2012              |
| 11 | 10 agosto 2012              | ISBN 978-4-08-867214-4      | 6 luglio 2013               |
| 12 | 15 gennaio 2013             | ISBN 978-4-08-867244-1      | 10 agosto 2013              |